# Friseria
Friseria is een geslacht van vlinders van de familie tastermotten (Gelechiidae).

## Soorten
- F. acaciella (Busck, 1906)
- F. caieta Hodges, 1966
- F. cerussata (Walsingham, 1911)
- F. cockerelli (Busck, 1903)
- F. flammulella (Walsingham, 1897)
- F. infracta (Walsingham, 1911)
- F. lacticaput (Walsingham, 1911)
- F. mona Hodges, 1966
- F. paphlactis (Meyrick, 1912)
- F. repentina (Walsingham, 1911)